# Ivo José da Silva
Ivo José da Silva é um político brasileiro do estado de Minas Gerais. Foi deputado estadual em Minas Gerais da 12ª à 14ª legislaturas (1991 a 2003) sendo eleito pelo PT.